# Pallacanestro agli VIII Giochi dell'Estremo Oriente - Torneo maschile
L'VIII Campionato di pallacanestro ai Giochi dell'Estremo Oriente si è svolto nel 1927, a Shanghai.

## Risultati
| Shanghai agosto 1927 | Repubblica di Cina | 39 – 19 (19-10) | Giappone |  |

| Shanghai agosto 1927 | Filippine | 42 – 24 (15-9) | Repubblica di Cina |  |

| Shanghai agosto 1927 | Filippine | 30 – 27 (15-17) | Giappone |  |

| Shanghai agosto 1927 | Repubblica di Cina | 37 – 23 (18-15) | Giappone |  |

| Shanghai agosto 1927 | Filippine | 28 – 27 (13-15) | Repubblica di Cina |  |

| Shanghai agosto 1927 | Filippine | 50 – 28 (25-12) | Giappone |  |

## Classifica
| - | Paese              |
| - | ------------------ |
|   | Filippine          |
|   | Repubblica di Cina |
|   | Giappone           |